# Ann Little
Ann Little, nata Mary Brooks, (Mount Shasta, 7 febbraio 1891 – Los Angeles, 21 maggio 1984), è stata un'attrice statunitense, la cui carriera si svolse per la maggior parte all'epoca del muto.

## Biografia
Nata Mary Brooks in un ranch nelle vicinanze di Mount Shasta, in California, cominciò la sua carriera in compagnie teatrali di giro subito dopo essersi diplomata. Dopo un breve soggiorno a San Francisco nei primi anni dieci, passò a lavorare nel cinema. Il suo debutto risale al 1911, in un film a una bobina diretto e interpretato da Gilbert M. 'Broncho Billy' Anderson. Il suo ruolo era quello di un'indiana, chiamata Red Feather: nei suoi primi film, le furono affidati spesso parti di nativa americana.
Dal 1912 Ann Little apparve regolarmente in western diretti da Thomas H. Ince, spesso come principessa indiana, lavorando per gli Essanay Studios a fianco di Francis Ford, Grace Cunard, Olive Tell, Jack Conway, Ethel Grandin, Mildred Harris (una famosa attrice bambina del cinema muto) e Art Acord.
Tra il 1911 e il 1914 Little apparve approssimativamente in una sessantina di corti, gran parte dei quali erano western. Benché sia ricordata soprattutto per questo genere di film, Ann Little fu un'attrice molto versatile, che ricoprì anche ruoli drammatici e fu protagonista perfino di alcune commedie.
Nel 1917 fu presa sotto contratto dalla Paramount Pictures. Ebbe spesso come partner Wallace Reid, un attore estremamente popolare, in una serie di commedie e drammi. Lavorò anche a fianco di Jack Hoxie nel serial Lightning Bryce del 1919.
Al culmine della sua popolarità, Ann Little si ritirò dagli schermi nei primi anni trenta. Nei suoi ultimi anni di carriera, prestò la sua voce a Betty Boop nei cartoon di Dave Fleischer.

## Filmografia

### Attrice
- The Indian Maiden's Lesson, regia di Gilbert M. 'Broncho Billy' Anderson - cortometraggio (1911)
- The Puncher's New Love, regia di Gilbert M. 'Broncho Billy' Anderson - cortometraggio (1911)
- The Lucky Card, regia di Gilbert M. 'Broncho Billy' Anderson - cortometraggio (1911)
- A Young Squaw's Bravery - cortometraggio (1911)
- The Broken Trap - cortometraggio (1911)
- Cowgirls' Pranks, regia di Thomas H. Ince - cortometraggio (1911)
- The Indian Maid's Elopement, regia di Thomas H. Ince - cortometraggio (1912)
- The Empty Water Keg, regia di Thomas H. Ince - cortometraggio (1912)
- The Heart of an Indian, regia di Thomas H. Ince - cortometraggio (1912)
- The Battle of the Red Men, regia di Thomas H. Ince - cortometraggio (1912)
- The Crisis, regia di Thomas H. Ince - cortometraggio (1912)
- Blazing the Trail, regia di Thomas H. Ince - cortometraggio (1912)
- The Post Telegrapher, regia di Francis Ford e Thomas H. Ince - cortometraggio (1912)
- The Lieutenant's Last Fight, regia di Thomas H. Ince - cortometraggio (1912)
- The Outcast, regia di Thomas H. Ince o Francis Ford - cortometraggio (1912)
- His Punishment, regia di Thomas H. Ince - cortometraggio (1912)
- On the Warpath, regia di Reginald Barker - cortometraggio (1912)
- His Nemesis, regia di Thomas H. Ince - cortometraggio (1912)
- The Bugle Call, regia di Thomas H. Ince - cortometraggio (1912)
- The Reckoning, regia di Thomas H. Ince - cortometraggio (1912)
- For the Honor of the Tribe, regia di Thomas H. Ince - cortometraggio (1912)
- The Doctor's Double, regia di Fred J. Balshofer - cortometraggio (1912)
- His Better Self, regia di Fred J. Balshofer e Francis Ford - cortometraggio (1912)
- For the Honor of the Seventh, regia di Reginald Barker - cortometraggio (1912)
- Custer's Last Fight, regia di Francis Ford - cortometraggio (1912)
- An Indian Legend, regia di Charles Giblyn - cortometraggio (1912)
- On Secret Service, regia di Thomas H. Ince (1912)
- When Lee Surrenders, regia di Thomas H. Ince - cortometraggio (1912)
- Mary of the Mines, regia di Francis Ford - cortometraggio (1912)
- The Altar of Death, regia di Thomas H. Ince - cortometraggio (192)
- The Civilian, regia di Thomas H. Ince - cortometraggio (1912)
- The Invaders
- The Prospector's Daughter, regia di Thomas H. Ince - cortometraggio (1912)
- The Law of the West, regia di Thomas H. Ince - cortometraggio (1912)
- The Paymaster's Son, regia di Francis Ford - cortometraggio (1913)
- The Little Turncoat, regia di Francis Ford - cortometraggio (1913)
- A Shadow of the Past, regia di Thomas H. Ince - cortometraggio (1913)
- The Mosaic Law, regia di Thomas H. Ince - cortometraggio (1913)
- The Wheels of Destiny, regia di Francis Ford - cortometraggio (1913)
- Smiling Dan, regia di Francis Ford - cortometraggio (1913)
- The Counterfeiter, regia di William J. Bauman - cortometraggio (1913)
- Lure of the Violin, regia di William J. Bauman - cortometraggio (1913)
- His Heroine, regia di Lucius Henderson - cortometraggio (1913)
- The Sergeant's Secret - cortometraggio (1913)
- The Iconoclast, regia di Raymond B. West - cortometraggio (1913)
- With Lee in Virginia, regia di William J. Bauman - cortometraggio (1913)
- Will o' the Wisp, regia di Francis Ford - cortometraggio (1913)
- Past Redemption, regia di Burton L. King - cortometraggio (1913)
- For Love of the Flag, regia di Burton L. King - cortometraggio (1913)
- The Battle of Gettysburg, regia di Charles Giblyn e Thomas H. Ince (1913)
- An Indian's Gratitude, regia di Frank E. Montgomery - cortometraggio (1913)
- From the Shadows, regia di Charles Giblyn - cortometraggio (1913)
- The Banshee, regia di Raymond B. West - cortometraggio (1913)
- Old Mammy's Secret Code, regia di Charles Giblyn - cortometraggio (1913)
- The House of Bondage - cortometraggio (1913)
- The Heritage of Eve, regia di Jay Hunt - cortometraggio (1913)
- The Waif, regia di Raymond B. West - cortometraggio (1913)
- The Land of Dead Things, regia di Burton L. King - cortometraggio (1913)
- The Greenhorn, regia di Charles Giblyn - cortometraggio (1913)
- Venetian Romance - cortometraggio (1913)
- The Belle of Yorktown, regia di Francis Ford - cortometraggio (1913)
- The Sign of the Snake, regia di Charles Giblyn - cortometraggio (1913)
- The Filly, regia di Raymond B. West - cortometraggio (1913)
- Her Legacy, regia di Fred J. Balshofer - cortometraggio (1913)
- True Irish Hearts, regia di Raymond B. West - cortometraggio (1913)
- Prince, regia di Charles Giblyn - cortometraggio (1914)
- The Primitive Call, regia di Tom Chatterton - cortometraggio (1914)
- Heart of a Woman, regia di Charles Giblyn - cortometraggio (1914)
- The Colonel's Adopted Daughter, regia di Walter Edwards - cortometraggio (1914)
- The Mystery Lady, regia di Charles Giblyn - cortometraggio (1914)
- The Arrow Maker's Daughter, regia di Jay Hunt - cortometraggio (1914)
- For the Wearing of the Green, regia di Raymond B. West - cortometraggio (1914)
- The Path of Genius, regia di Raymond B. West - cortometraggio (1914)
- The Silent Messenger, regia di Charles Giblyn - cortometraggio (1914)
- The Squire's Son, regia di Raymond B. West - cortometraggio (1914)
- The Silent Witness, regia di Charles Giblyn e Thomas H. Ince (1914)
- On the Verge of War, regia di Otis Turner - cortometraggio (1914)
- The Voice at the Telephone, regia di Charles Giblyn  (1914)
- On the Rio Grande, regia di Otis Turner - cortometraggio (1914)
- Prowlers of the Wild, regia di Otis Turner - cortometraggio (1914)
- The Sob Sister, regia di Otis Turner - cortometraggio (1914)
- Circle 17, regia di Otis Turner - cortometraggio (1914)
- Through the Flames, regia di Otis Turner - cortometraggio (1914)
- Universal Ike Junior in the Scarecrow and the Chaperone - cortometraggio (1914)
- A Prince of Bavaria, regia di Frank Lloyd - cortometraggio (1914)
- As the Wind Blows, regia di Frank Lloyd - cortometraggio (1914)
- Kid Regan's Hands, regia di Otis Turner - cortometraggio (1914)
- The Chorus Girl's Thanksgiving, regia di Frank Lloyd - cortometraggio (1914)
- The Opened Shutters , regia di Otis Turner (1914)
- Damon and Pythias, regia di Otis Turner (1914)
- Called Back, regia di Otis Turner (1914)
- A Page from Life, regia di Frank Lloyd - cortometraggio (1914)
- The Big Sister's Christmas, regia di Otis Turner - cortometraggio (1914)
- Changed Lives, regia di Otis Turner - cortometraggio (1915)
- The Black Box, regia di Otis Turner (1915)
- The Grail, regia di William Worthington - cortometraggio (1915)
- Homage, regia di William Worthington - cortometraggio (1915)
- The Great Ruby Mystery, regia di Otis Turner - cortometraggio (1915)
- The Gopher, regia di William Worthington - cortometraggio (1915)
- The Social Lion, regia di William Worthington - cortometraggio (1915)
- Misjudged, regia di William Worthington - cortometraggio (1915)
- The Queen of Hearts, regia di William Worthington (1915)
- Man-Afraid-of-His-Wardrobe, regia di William Bertram - cortometraggio (1915)
- Two Spot Joe, regia di Donald MacDonald - cortometraggio (1915)
- The Sheriff of Willow Creek, regia di Frank Cooley - cortometraggio (1915)
- Playing for High Stakes, regia di Donald MacDonald - cortometraggio (1915)
- Man to Man, regia di Donald MacDonald (1915)
- The Valley Feud, regia di Fred Cooley - cortometraggio (1915)
- Broadcloth and Buckskin, regia di Frank Cooley - cortometraggio (1915)
- There's Good in the Worst of Us, regia di Frank Cooley - cortometraggio (1915)
- The Cactus Blossom, regia di Tom Chatterton - cortometraggio (1915)
- According to St. John, regia di Tom Chatterton - cortometraggio (1916)
- When the Light Came, regia di Tom Chatterton - cortometraggio (1916)
- Double Crossed, regia di Tom Chatterton - cortometraggio (1916)
- The Quagmire, regia di Tom Chatterton - cortometraggio (1916)
- The Ranger of Lonesome Gulch, regia di Tom Chatterton - cortometraggio (1916)
- Two Bits, regia di Frank Borzage,  Tom Chatterton - cortometraggio (1916)
- The Awakening, regia di William Bertram - cortometraggio (1916)
- A Flickering Light, regia di Frank Borzage - cortometraggio (1916)
- Unlucky Luke, regia di Frank Borzage - cortometraggio (1916)
- Jack, regia di Frank Borzage - cortometraggio (1916)
- The Pilgrim, regia di Frank Borzage - cortometraggio (1916)
- The Demon of Fear, regia di Frank Borzage - cortometraggio (1916)
- Nugget Jim's Pardner, regia di Frank Borzage - cortometraggio (1916)
- That Gal of Burke's, regia di Frank Borzage - cortometraggio (1916)
- The Courtin' of Calliope Clew, regia di Frank Borzage - cortometraggio (1916)
- Nell Dale's Men Folks, regia di Frank Borzage - cortometraggio (1916)
- The Forgotten Prayer, regia di Frank Borzage - cortometraggio (1916)
- Matchin' Jim, regia di Frank Borzage - cortometraggio (1916)
- Land o' Lizards, regia di Frank Borzage (1916)
- Immediate Lee, regia di Frank Borzage (1916)
- The Silent Master, regia di Léonce Perret (1917)
- Under Handicap, regia di Fred J. Balshofer (1917)
- Nan of Music Mountain, regia di George Melford e, non accreditato, Cecil B. DeMille (1917)
- The World for Sale, regia di J. Stuart Blackton (1918)
- Rimrock Jones, regia di Donald Crisp (1918)
- The House of Silence, regia di Donald Crisp (1918)
- Believe Me, Xantippe, regia di Donald Crisp (1918)
- The Firefly of France, regia di Donald Crisp (1918)
- Less Than Kin, regia di Donald Crisp (1918)
- The Source, regia di George Melford (1918)
- The Man from Funeral Range, regia di Walter Edwards (1918)
- The Squaw Man, regista di Cecil B. DeMille (1918)
- Alias Mike Moran, regia di James Cruze (1919)
- The Roaring Road, regia di James Cruze (1919)
- Something to Do, regia di Donald Crisp (1919)
- Square Deal Sanderson, regia di William S. Hart,  Lambert Hillyer (1919)
- Told in the Hills, regia di George Melford (1919)
- Lightning Bryce, regia di Paul Hurst (1919)
- Scusi se le faccio mangiare polvere (Excuse My Dust), regia di Sam Wood (1920)
- The Cradle of Courage, regia di William S. Hart, Lambert Hillyer (1920)
- The Blue Fox, regia di Duke Worne - serial cinematografico (1921)
- Nan of the North, regia di Duke Worne (1922)
- Chain Lightning, regia di Ben F. Wilson (1922)
- The Eagle's Talons, regia di Duke Worne (1923)
- The Greatest Menace, regia di Albert S. Rogell (1923)
- Secret Service Saunders, regia di Duke Worne (1925)

### Film o documentari dove appare Ann Little
- Flicker Flashbacks No. 3, Series 2,  regia di Richard Fleischer (1945)